# Portugal convalescido...
Portugal convalescido pelo prazer que prezentemente disfruta na dezejada, e feliz vinda do seu amabilissimo monarcha o Sr. D. João VI e da sua augusta familia da autoria de José Daniel Rodrigues da Costa (autor de Proteção à francesa) foi publicado em Lisboa, no ano de 1821, pela Tipografia Lacerdina, com um total de 15 páginas. Pertence à rede de Bibliotecas municipais de Lisboa e é considerado uma "raridade bibliográfica".